# سبيكة السيليكون والجرمانيوم

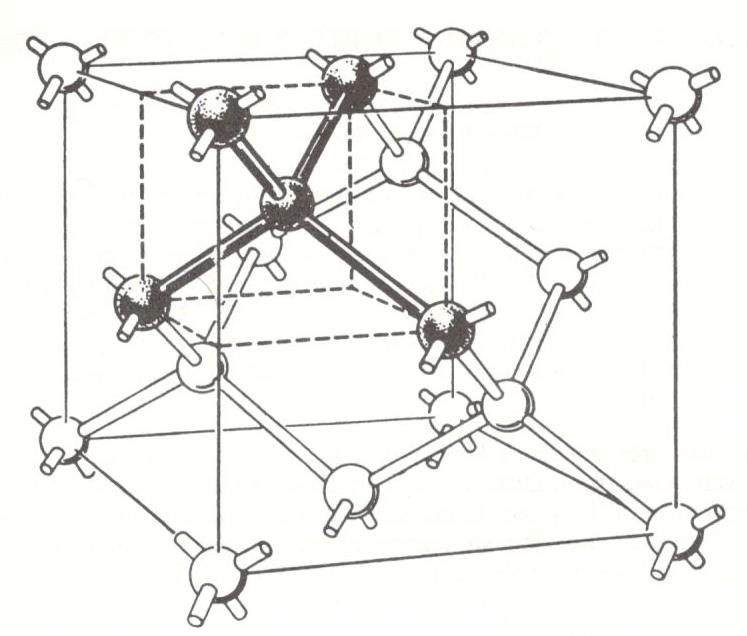
البنية البلورية للجرمانيوم والسيليكون الرباعي التكافؤ

سبيكة السيليكون والجرمانيوم (SiGe) هي سبيكة بين عنصري السيليكون والجرمانيوم بأي نسبة مولية، أي أن لها الصيغة الجزيئية Si1−xGex.
يكثر استخدام هذه السبيكة على هيئة مادة شبه موصلة في الدارات المتكاملة والترانزستورات ثنائية القطب غير المتجانسة وترنزستورات سيموس. كانت شركة IBM الرائدة في طرح استخدام التقنيات المعتمدة على هذه السبيكة انطلاقاً من سنة 1989.